# Gonjače
Gonjače so naselje v Občini Brda.